# No More Tears
No More Tears —en español: No más lágrimas— es el sexto álbum de estudio del músico británico Ozzy Osbourne. Fue lanzado al mercado el 15 de octubre de 1991 y remasterizado el 22 de agosto de 1995. Se ubicó en la posición n.º 17 en la lista británica UK Albums Chart y en la posición n.º 7 en la lista estadounidense Billboard 200. No More Tears ubicó cuatro canciones en la lista de éxitos estadounidense Hot Mainstream Rock Tracks, incluyendo la número dos "Mama, I'm Coming Home", y la ganadora del Grammy "I Don't Want to Change the World". Hasta 2023, el disco había vendido alrededor de 8,3 millones de copias a nivel mundial, y en 2024 recibía la certificación de quíntuple disco de platino (más de cinco millones de copias vendidas) en los Estados Unidos.
El guitarrista Zakk Wylde contribuyó con la guitarra y la composición en el disco, mientras que el bajista y vocalista de Motörhead, Lemmy Kilmister, coescribió cuatro canciones. Aunque Mike Inez aparece en la mayoría de los vídeos del álbum, el bajista Bob Daisley toca el bajo en todo el disco. Por otra parte, el baterista Randy Castillo intervino por última vez en un álbum de estudio de Ozzy Osbourne.

## Lista de canciones
1. Mr. Tinkertrain (Ozzy Osbourne, Zakk Wylde, Randy Castillo) - 5:55
2. I Don't Want to Change the World (Lemmy Kilmister, Ozzy Osbourne, Zakk Wylde, Randy Castillo) - 4:04
3. Mama, I'm Coming Home (Lemmy Kilmister, Ozzy Osbourne, Zakk Wylde) - 4:11
4. Desire (Lemmy Kilmister, Ozzy Osbourne, Zakk Wylde, Randy Castillo) - 5:45
5. No More Tears (Ozzy Osbourne, Zakk Wylde, Randy Castillo, Mike Inez, John Purdell) - 7:22
6. Won't Be Coming Home (S.I.N.) (Ozzy Osbourne, Zakk Wylde, Randy Castillo) - 4:46
7. Hellraiser (Lemmy Kilmister, Ozzy Osbourne, Zakk Wylde) - 4:51
8. Time After Time (Ozzy Osbourne, Zakk Wylde) - 4:20
9. Zombie Stomp (Ozzy Osbourne, Zakk Wylde, Randy Castillo) - 6:13
10. A.V.H. (Ozzy Osbourne, Zakk Wylde, Randy Castillo) - 4:12
11. Road to Nowhere (Ozzy Osbourne, Zakk Wylde, Randy Castillo) - 5:09
12. Don't Blame Me (bonus track de la reedición de 2002) (Ozzy Osbourne, Zakk Wylde, Randy Castillo) - 4:59
13. Party with the Animals (bonus track de la reedición de 2002) (Ozzy Osbourne, Zakk Wylde, Randy Castillo) - 5:09

## Personal
- Ozzy Osbourne - voces, compositor
- Zakk Wylde - guitarra, compositor
- Bob Daisley - bajo.
- Mike Inez - líneas de bajo, compositor y dirección musical
- Randy Castillo (†) - batería
- John Sinclair - teclados
- Lemmy Kilmister (†)- compositor en cuatro canciones.

## Posicionamiento en lista
| Gráfico (1991–1992)                     | Pico de posición |
| --------------------------------------- | ---------------- |
| Australia (ARIA)                        | 49               |
| Austria (Ö3 Austria)                    | 53               |
| Canadá (Billboard Canadian Albums)      | 17               |
| Países Bajos (Album Top 100)            | 67               |
| Finlandia (The Official Finnish Charts) | 8                |
| Alemania (Offizielle Top 100)           | 24               |
| Japanese Albums (Oricon)                | 12               |
| Nueva Zelanda (Recorded Music NZ)       | 12               |
| Noruega (VG-lista)                      | 12               |
| Suecia (Sverigetopplistan)              | 25               |
| Suiza (Schweizer Hitparade)             | 37               |
| Reino Unido (UK Albums Chart)           | 17               |
| Estados Unidos (Billboard 200)          | 7                |